# フォッカー スーパーユニバーサル
フォッカー スーパーユニバーサル
日本航空輸送のスーパーユニバーサル（同社の絵葉書より。着色写真）
- 用途：旅客機・輸送機
- 設計者：アントニー・フォッカー
- 製造者：アトランティック・エアクラフト・コーポレーション・オブ・アメリカ・カナディアン・ビッカーズ（英語版）・中島飛行機・満洲航空
- 運用者：ウェスタン・カナダ・エアーウェイズ・日本航空輸送・大日本帝国陸軍・大日本帝国海軍など
- 生産数：約200機
- 生産開始：1928年3月
- 運用状況：退役済
- ユニットコスト：22,450ドル（フロートを除く。1928年）

フォッカー スーパーユニバーサル（Fokker Super Universal）は、アメリカのアトランティック・エアクラフト・コーポレーション・オブ・アメリカが開発した単発小型旅客機である。

## 開発
オランダの航空機メーカーであるフォッカーの創立者であるアントニー・フォッカーは、1922年にアメリカ合衆国に移住し、1923年にはアトランティック・エアクラフト・コーポレーション・オブ・アメリカ（AAC）を設立した。AACは、実質フォッカー社の北アメリカ支社ともいえる企業で、ニュージャージー州のテターボロ空港を拠点に航空機製作を開始した。1926年に、AACは初の自社開発機としてフォッカー ユニバーサルを初飛行させた。ユニバーサルは、燃料タンクを内蔵した高翼単葉の木製主翼に、開放式の操縦席を持ち、双フロート式の水上旅客機としても運用が可能であった。ユニバーサルはオランダのフォッカー本社でもフォッカー F.XIの名で生産されたが、旅客がわずか4名だけであったため、本機の拡大・改良型が求められた。改良型は1928年3月に初飛行し、スーパーユニバーサルの名で生産が開始された。

## 設計
機体は、胴体と尾翼部が鋼管溶接によるトラス構造に羽布張り、主翼は全木製の合板張りによる片持式という、フォッカー本社の機種と変わらない構造をしていた。ユニバーサルでは開放式であった操縦席は、主翼前方に密閉式風防を備えたものになった。乗客はユニバーサルの4名から6名に増加し、キャビンもそれ相応の拡大がなされていた。尾翼の操作をする操作索は、胴体側面にむき出しの状態で走っていた。

## 生産・運用
AACでは約80機が生産された。アメリカ国内では経済的に優れた単発旅客機として短距離の航空路線で使われたほか、アメリカ海軍がXJA-1の制式名で短期間運用した。スーパーユニバーサルはアルゼンチン海軍でも採用されたほか、オーストラリア、コロンビア、メキシコ、南アフリカ、イギリスでも用いられた。このほか、カナダのカナディアン・ビッカーズでも15機が生産され、カナダ空軍やウェスタン・カナダ・エアーウェイズで運用された。満洲国では満洲航空が運用したほか、自社の工廠（後に満州飛行機）で若干機をライセンス生産し、満航式一型あるいは満航1型と称した。また、航空測量用の写真機を搭載した満航2型も存在した。満航が後に開発したMT-1には、当機の構造が流用されている。

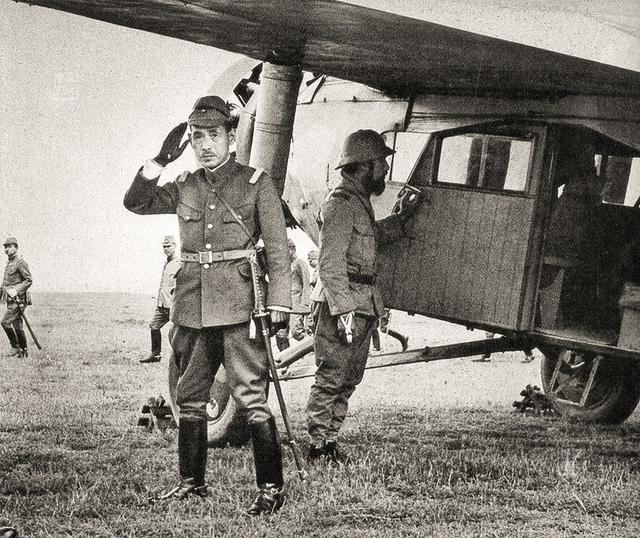
将校専用機の九五式二型練習機から降りる畑俊六

しかしスーパーユニバーサルを最も多く生産し、運用したのは大日本帝国（日本）であった。日本では1929年7月15日に日本航空輸送が東京 - 大阪 - 福岡間の定期旅客輸送を開始したが、その際の主力として投入されたのがスーパーユニバーサルであった。日本航空輸送は最大25機のスーパーユニバーサルを保有し、オランダのフォッカー社が製造したフォッカー F.VIIと共に創設期の日本航空輸送の主力として活躍し、双フロートを装備した水上機として福岡 - 蔚山 - 京城 - 平壌 - 大連にまで拡大した国際航路にも投入された。1931年には中島飛行機がライセンス生産を開始し、日本航空輸送で運用されたほか、大日本帝国陸軍と大日本帝国海軍双方が制式採用した。陸軍では、九五式二型練習機として20機を採用したほか、フォッカー患者輸送機として1932年と1938年に2機を製作させ、愛國40号・愛國268号として民間献納の形で入手した。また、満航の機体も有事には軽爆撃機として使用できるような設備が整えられており、実際に満州事変時に関東軍に徴用され、爆撃に加えて偵察・輸送などに従事している。海軍ではフォッカー式陸上偵察機（C2N1）とフォッカー式水上偵察機（C2N2）として1933年5月以降、約20機を運用した。偵察機といっても戦線での敵情偵察には低速すぎて不向きなため、主に地形観測や写真撮影に用いられた。1940年頃には民用・軍用共に性能の陳腐化が著しくなったため第一線からは退いたが、軍用機は横須賀鎮守府などの所属で将校連絡機として用いられ続けた。

## 事故・事件
1938年（昭和13年）、訓練飛行中の中島製の本機に同じく訓練飛行中のHD.14 EP-2が衝突、双方とも市街地に墜落し航空機の乗員全員が即死したほか、スーパーユニバーサル機の航空燃料タンクの引火による爆発に巻き込まれ多くの住民も犠牲になった。

## 現存機
カナダ西部航空博物館に1機のスーパーユニバーサルが展示されている。

## 諸元
出典：『日本の名機100選』
- 全長：11.09 m
- 全幅：15.43 m
- 翼面積：34.4 m2
- 翼面荷重：78.5 kg/m2
- 自重：1,720 kg
- 総重量：2,700 kg

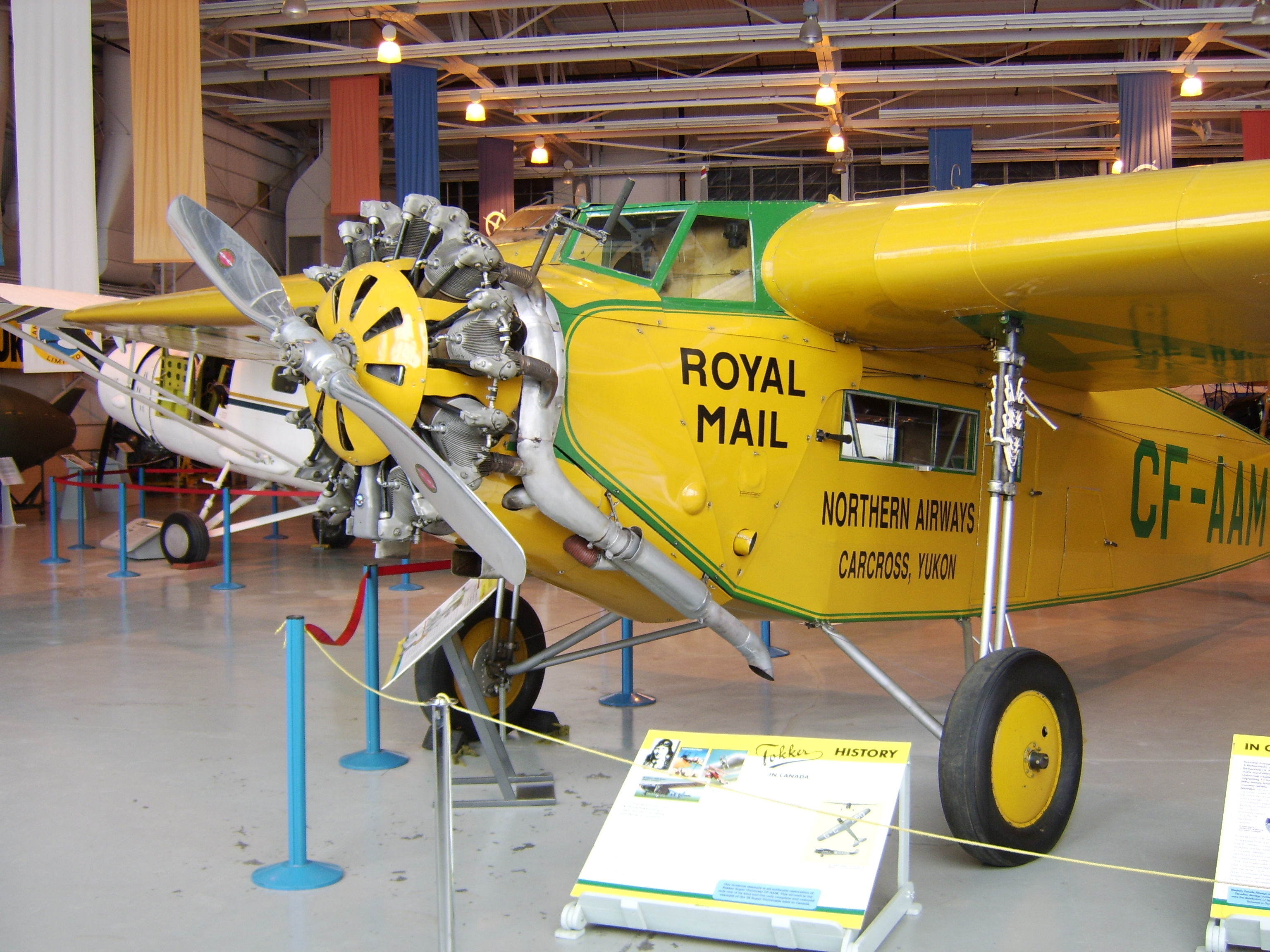
カナダ西部航空博物館に展示されているスーパーユニバーサル

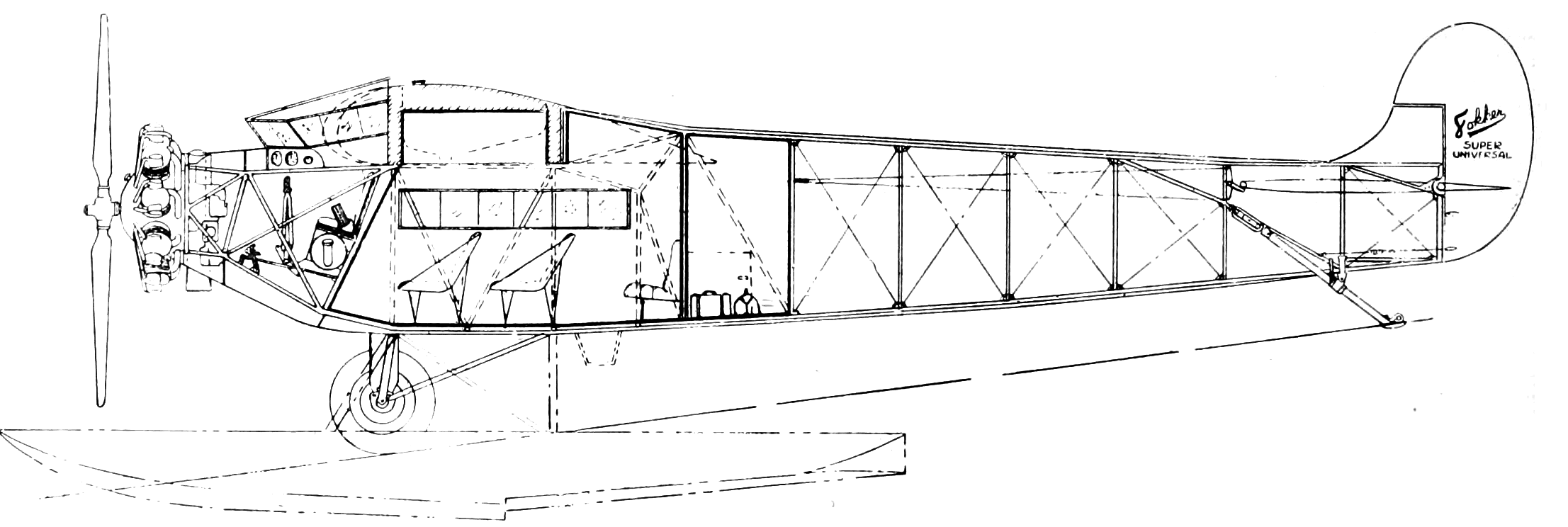
スーパーユニバーサルの側面図

- エンジン：1 × P&W ワスプB 空冷星型9気筒エンジン 450馬力[3]
- 最大速度：248 km/h
- 航続時間：5 時間
- 上昇限度：6,000 m
- 乗員：操縦士 - 2 名 + 乗客 - 6 名（または4名分の座席とベッド、患者輸送機は医官・看護員各1名と患者3名）